# روبن گارسیا (بازیکن فوتبال، زاده ۱۹۸۱)
روبن گارسیا (انگلیسی: Rubén García؛ زادهٔ ۶ دسامبر ۱۹۸۱) بازیکن فوتبال اهل اسپانیا است.
از باشگاه‌هایی که در آن بازی کرده‌است می‌توان به باشگاه فوتبال لوگو، باشگاه فوتبال راسینگ سانتاندر، باشگاه فوتبال زامورا، باشگاه فوتبال رئال اویدو، و باشگاه فوتبال ایبار اشاره کرد.